# Antonio McDyess
Antonio Keithflen McDyess (Quitman, 7 september 1974) is een voormalig Amerikaans basketballer. Hij won met het Amerikaans basketbalteam de gouden medaille op de Olympische Zomerspelen 2000 in Sydney. 
McDyess speelde voor het team van de University of Alabama, voordat hij in 1995 zijn NBA-debuut maakte bij de Denver Nuggets. In totaal speelde hij 15 seizoenen in de NBA. Hij moest het 2002-2003 seizoen overslaan wegens een blessure aan zijn knie. Tijdens de Olympische Spelen speelde hij 8 wedstrijden, inclusief de finale tegen Frankrijk. Gedurende deze wedstrijden scoorde hij 61 punten.
In 2011 beëindigde hij zijn carrière als speler.